# 安特衛普區
安特衛普區（荷蘭語：Arrondissement Antwerpen）是比利時弗拉芒大區安特衛普省的一個区。該區轄有30個市鎮，面積1000.31平方公里，2020年1月1日人口為1049480人。

## 市鎮
安特衛普區下轄以下市鎮：

| - 阿尔策拉尔（Aartselaar） - 安特卫普（Antwerp） - 布豪特（Boechout） - 博姆（Boom） - 博尔斯贝克（Borsbeek） - 布拉斯哈特（Brasschaat） - 布雷赫特（Brecht） - 埃德海姆（Edegem） - 埃森（Essen） - 海米克瑟姆（Hemiksem） | - 霍弗（Hove） - 卡尔姆特豪特（Kalmthout） - 卡佩倫（Kapellen） - 孔蒂赫（Kontich） - 林特（Lint） - 马勒（Malle） - 莫策尔（Mortsel） - 尼尔（Niel） - 兰斯特（Ranst） - 吕姆斯特（Rumst） | - 斯海勒（Schelle） - 斯希尔德（Schilde） - 斯霍滕（Schoten） - 斯塔布鲁克（Stabroek） - 韦讷海姆（Wijnegem） - 沃默尔海姆（Wommelgem） - 维斯特韦泽尔（Wuustwezel） - 赞德霍芬（Zandhoven） - 祖瑟尔（Zoersel） - 茲韋恩德雷赫特（Zwijndrecht） |